# Presnenskij
Presnenskij (ryska: Пре́сненский) är ett distrikt i Tsentralnyj administrativnyj okrug i Moskva. Den hade 125 899 invånare år 2015.